# Орловское сельское поселение (Архангельская область)
Орловское се́льское поселе́ние или муниципальное образование «Орловское» — упразднённое муниципальное образование со статусом сельского поселения в составе Устьянского муниципального района Архангельской области России.
Соответствует административно-территориальной единице в Устьянском районе — Орловскому сельсовету.
Административный центр — деревня Дубровская.

## География
Сельское поселение находится на востоке Устьянского района Архангельской области.

## История
Муниципальное образование было образовано законом от 23 сентября 2004 года.
В сентябре 2022 года сельское поселение и остальные поселения муниципального района были упразднены и преобразованы путём их объединения в Устьянский муниципальный округ.

## Население
| 2006 | 2010 | 2011 | 2012 | 2013 | 2014 | 2015 |
| ---- | ---- | ---- | ---- | ---- | ---- | ---- |
| 493  | ↘392 | ↘391 | ↘362 | ↘345 | →345 | ↘331 |
| 2016 | 2017 | 2018 | 2019 | 2020 | 2021 |      |
| ↘317 | ↘305 | ↘295 | ↘289 | ↘274 | ↘235 |      |

## Населённые пункты
В состав поселения входят деревни:
- Бережная
- Дубровская
- Коптяевская
- Митинская
- Нос-Сады

По данным Всероссийской переписи 2010 года в поселении проживало 392 человека, в том числе: в деревне Дубровская — 278 чел., Бережная — 20 чел., Коптяевская — 69 чел., Митинская — 25 чел., Нос-Сады — 0 человек.